# Alexandre Thomas Francia
Pour les articles homonymes, voir Francia.
Ne doit pas être confondu avec François Louis Thomas Francia, son père.
Alexandre Thomas Francia, né le 1er avril 1815 à Londres et mort le 23 juillet 1884 à Bruxelles, est un artiste peintre français du XIXe siècle.

## Peintre et aquarelliste
Fils du peintre paysagiste et aquarelliste français François Louis Thomas Francia, Alexandre Francia est comme son père un peintre et aquarelliste reconnu, spécialisé dans les marines. Il mène une carrière internationale, exposant au Salon dès 1835 à Paris, puis à Londres, Vienne (où il est médaillé à l'exposition de 1873), Anvers et Bruxelles. Fixé en Belgique, il est fait chevalier de l'Ordre de Léopold au titre de ses mérites artistiques.

## Œuvres

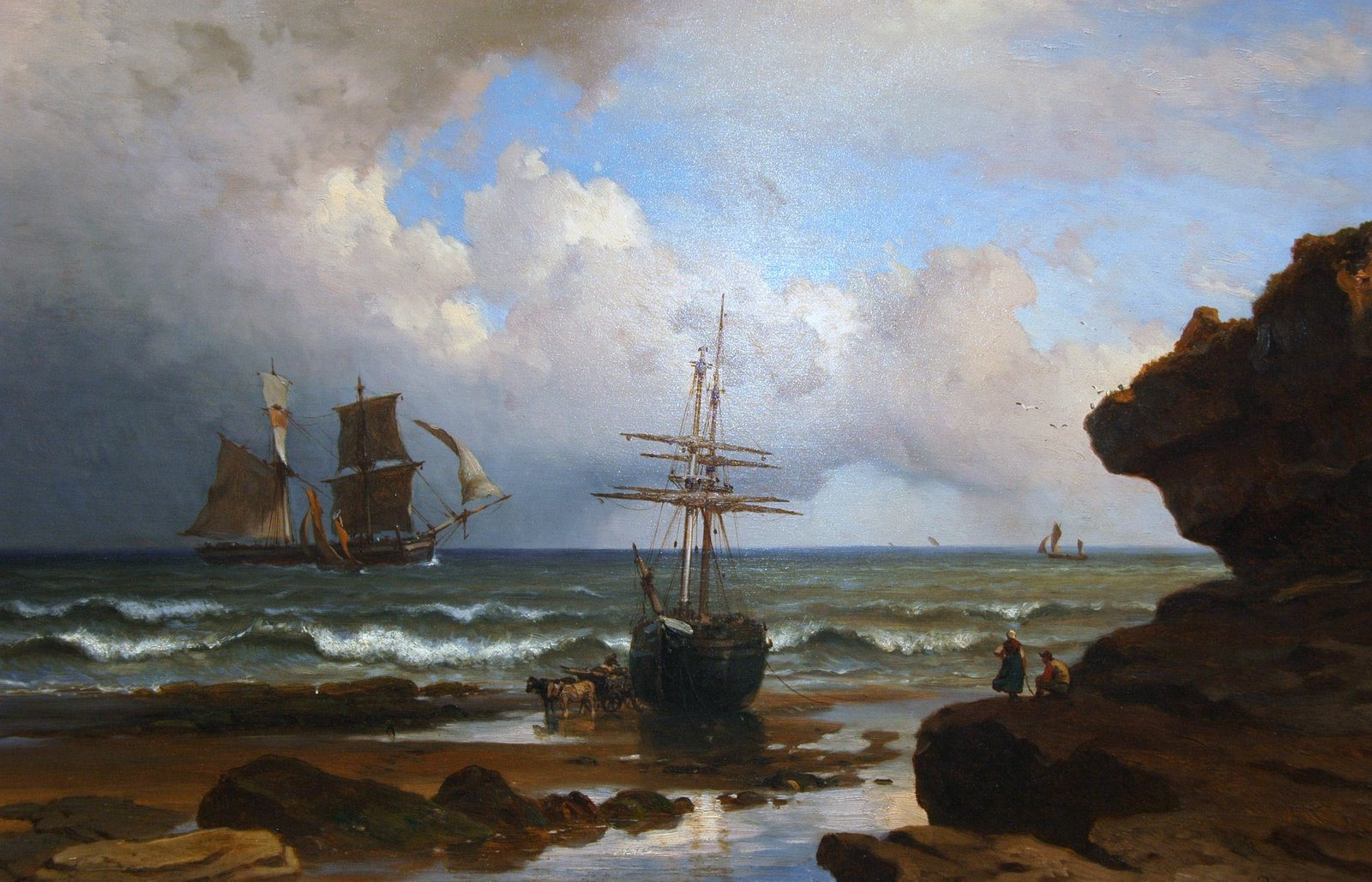
Retour de pêche Ce tableau illustre le talent de ce peintre apprécié pour ses marines aux compositions équilibrées. Francia exprime avec aisance le caractère sauvage des côtes du Nord. La couleur verte de la mer se modifie en bleu intense au fur et à mesure que l'on s'éloigne du bord.

- Vue de Ponte-Avenne en Basse-Bretagne (Sic[1]), salon de 1838[2].
- Pêcheurs sur la jetée
- Retour de pêche (voir illustration)
- Le navire Fanny
- View of Loch Katrine
- Vue des environs de Venise
- Péniche sur un canal en Hollande
- Scène de port au soir couchant
- Naufrage du bateau pêcheur de Saint-Pierre de Dieppe à Calais, le 18 octobre 1791
- Échouement du Véloce
- Une prise sur le canal de Guines
- Lac de Montagne en Italie et pêcheurs[3]
- Bord de mer à marée basse (1842)[4]
- Port de Calais, la jetée ouest et le Fort rouge[5]
- Wissant près de Calais[6].

## Musées
Les œuvres d'Alexandre Thomas Francia sont conservées dans plusieurs musées :
- Musée des beaux-arts de Calais : quatre peintures
  - Port de Calais, la jetée ouest et le Fort rouge[5]
- Ministère des Affaires étrangères à Bruxelles : une marine
- Musée de Kœnigsberg[Lequel ?] : plusieurs œuvres